# 7 World Trade Center
7 World Trade Center este o clădire de birouri construită ca parte a noului World Trade Center din Lower Manhattan, New York City. Turnul este situat pe un bloc delimitat de străzile Greenwich, Vesey, Washington și Barclay la est, sud, vest și, respectiv, nord. A fost dezvoltat de Larry Silverstein, care deține un contract de închiriere a terenului pentru acest amplasament de la Autoritatea Portuară din New York și New Jersey, și proiectat de Skidmore, Owings & Merrill.
Clădirea a fost construită pentru a înlocui structura originală de pe amplasament, care făcea parte din World Trade Center. Structura anterioară, finalizată în 1987, a fost distrusă în atacurile din 11 septembrie 2001. Construcția noului 7 World Trade Center a început în 2002 și a fost finalizată în mai 2006. Clădirea are o înălțime de 52 de etaje (plus un etaj subteran), ceea ce o face să fie a 28-a cea mai înaltă din New York. Este construită pe o suprafață mai mică decât cea a clădirii originale; un mic parc peste Greenwich Street ocupă spațiul care făcea parte din suprafața clădirii originale. 

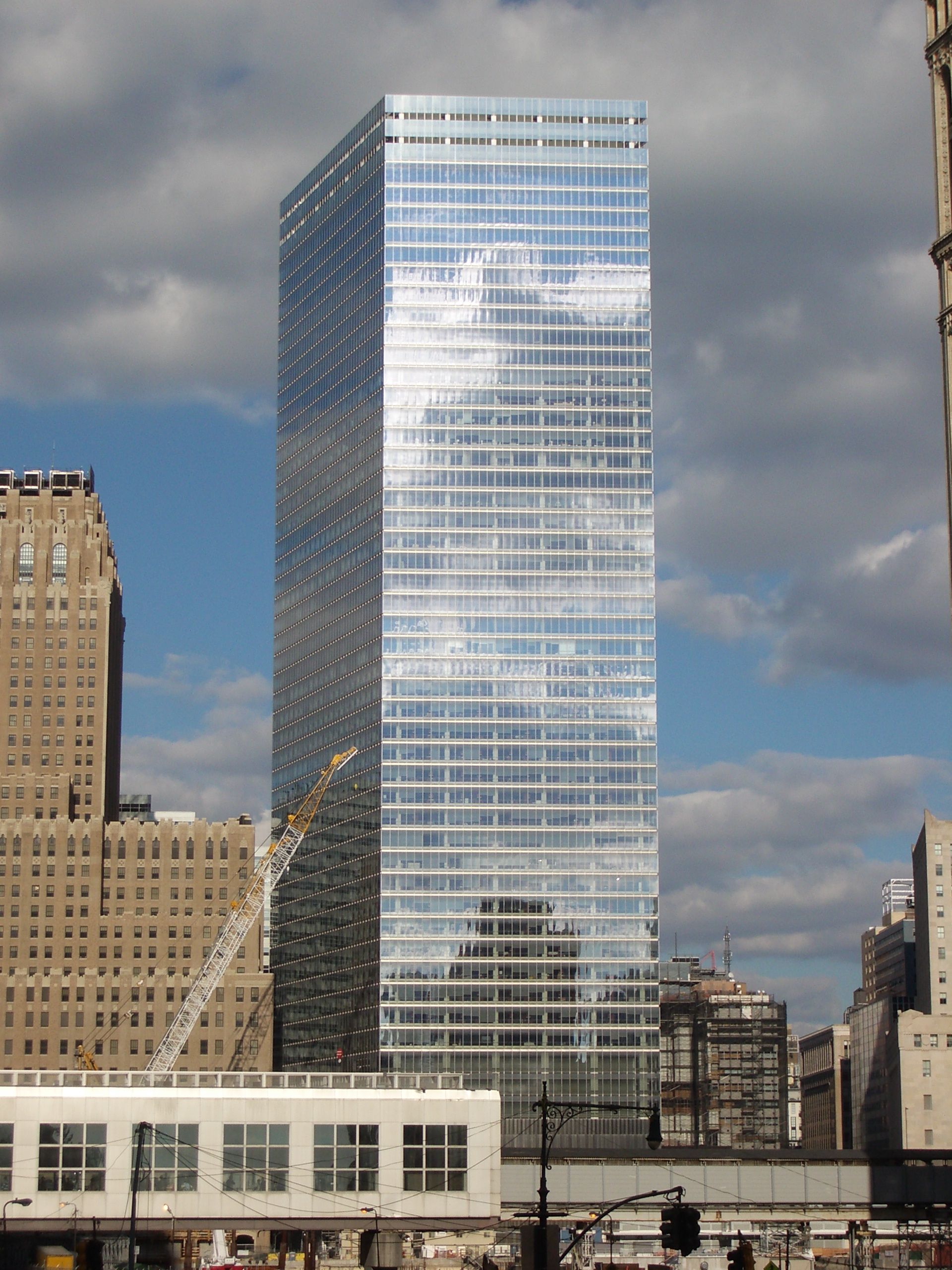

Proiectarea clădirii actuale pune accentul pe siguranță, cu un nucleu din beton armat, scări mai largi și coloane de oțel mai groase și mai rezistente la foc. De asemenea, aceasta încorporează numeroase caracteristici de proiectare ecologică. Clădirea a fost prima clădire comercială de birouri din New York care a primit certificarea Leadership in Energy and Environmental Design (LEED) a Consiliului pentru construcții ecologice din SUA, unde a obținut calificativul aur. De asemenea, a fost unul dintre primele proiecte acceptate în cadrul programului pilot al consiliului pentru Leadership in Energy and Environmental Design - Core and Shell Development (LEED-CS).

## Istorie
Inițial, 7 World Trade Center era un zgârie-nori de 47 de etaje, cu o fațadă din granit roșu.Inaugurat în 1987, a fost cea de-a șaptea structură care a constituit complexul inițial de clădiri al World Trade Center.Atacurile teroriste din 11 septembrie 2001 au dus la prăbușirea World Trade Center; dărâmăturile care au căzut de la cele 110 etaje ale Turnurilor Gemene au distrus sau au avariat grav clădirile din apropiere, inclusiv 7 World Trade Center , care s-a prăbușit la scurt timp după aceea.

### Construcția
Faza de construcție a noului 7 World Trade Center a început pe data 7 mai 2002, odată cu instalarea unui gard în jurul șantierului.Refacerea substației Consolidated Edison a fost o prioritate urgentă pentru a satisface cererea de energie electrică din Lower Manhattan; compania de utilități a declarat că trebuie să înlocuiască patru din cele zece transformatoare distruse până în 2003.Deoarece 7 World Trade Center este separat de World Trade Center, care se întinde pe o suprafață de 16 acri (6,5 hectare), Larry Silverstein a avut nevoie doar de aprobarea proprietarului terenului, Autoritatea Portuară, pentru a putea reconstrui turnul.Construcția substației electrice a fost finalizată în octombrie 2003,iar substația a fost pusă în funcțiune în mai 2004.
În continuare, s-au continuat lucrările la turnul de birouri. La construcția clădirii a fost folosită o abordare neobișnuită: ridicarea cadrului de oțel înainte de a adăuga miezul de beton. Această abordare a permis scurtarea programului de construcție cu câteva luni.În iulie 2005, American Express Financial Advisors plănuia să închirieze un spațiu de 1.900 m2, devenind astfel primul chiriaș al clădirii.Deși Silverstein intenționa ca designul clădirii să atragă chiriași, acesta dorea ca ocupanții să plătească 50 de dolari/mp (540 dolari/m2) pentru închirierea unui spațiu până în 2005, ceea ce revista New York Magazine a numit „cu ușurință cel mai mare preț din partea de jos a Manhattanului”.
Construcția a fost finalizată în 2006, cu un cost de 700 de milioane de dolari.Deși Silverstein a primit 861 de milioane de dolari din asigurarea vechii clădiri, el datora mai mult de 400 de milioane de dolari pentru ipoteca acesteia.Costurile de reconstrucție au fost acoperite de 475 de milioane de dolari din Liberty Bonds, care oferă finanțare scutită de taxe pentru a ajuta la stimularea reconstrucției în Lower Manhattan și din banii de asigurare care au rămas după alte cheltuieli.
Un parc triunghiular de 15.000 de metri pătrați (1.400 m2) a fost creat între extinsa Greenwich Street și West Broadway de David Childs împreună cu Ken Smith și colega lui, Annie Weinmayr, de la Ken Smith Landscape Architect. Parcul cuprinde o piațetă centrală deschisă, cu o fântână și crânguri laterale de arbori sweetgum și arbuști de boxwood.În centrul fântânii, sculptorul Jeff Koons a creat Balloon Flower (Red), al cărui oțel inoxidabil lustruit ca o oglindă reprezintă un balon răsucit în formă de floare.

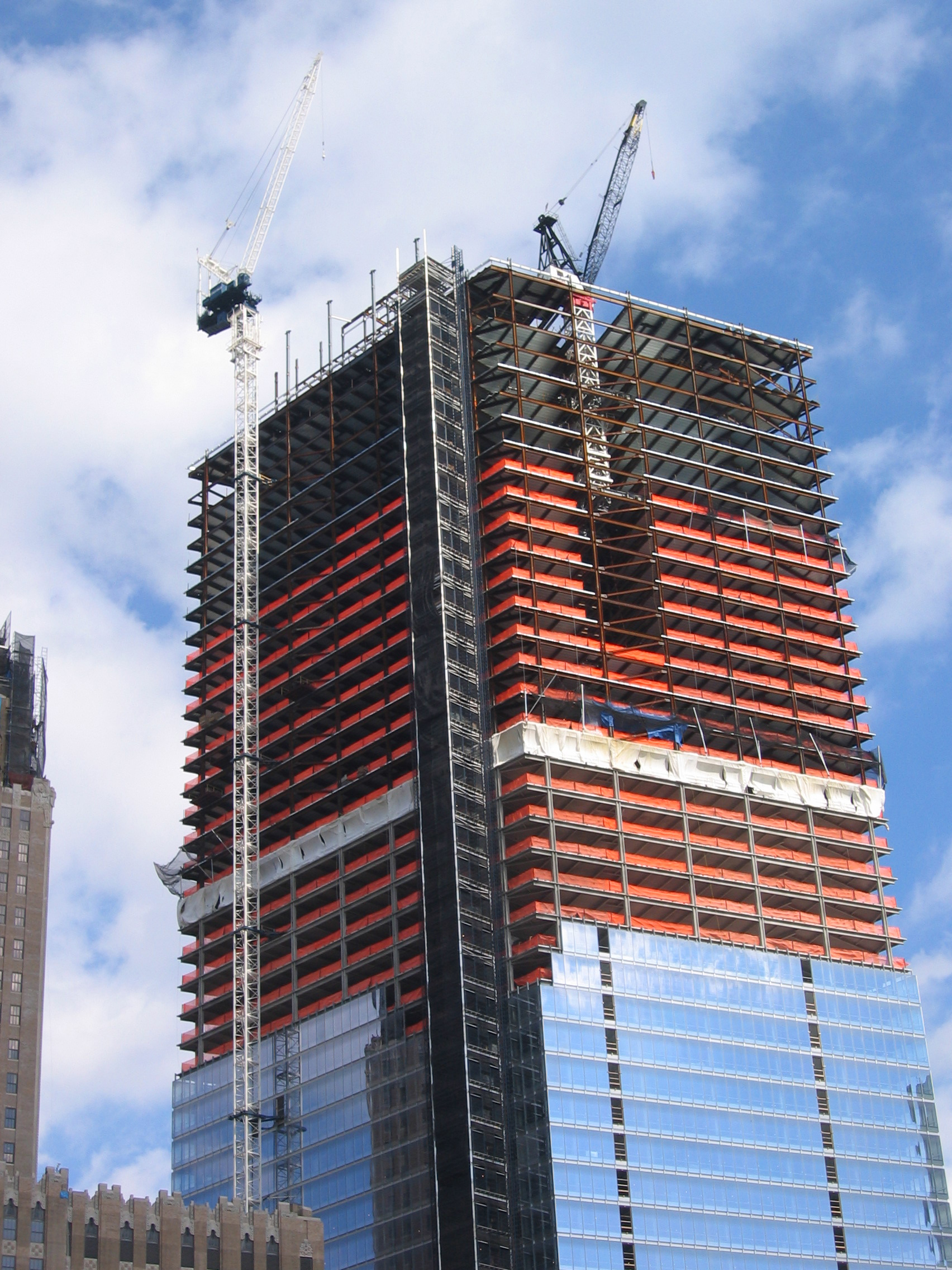
Construcția 7 World Trade Center în octombrie 2004

### Finalizarea și primii ani

#### Anii 2000
Clădirea a fost inaugurată oficial pe 23 mai 2006. Deschiderea a fost marcată de un concert gratuit susținut de Suzanne Vega, Citizen Cope, Bill Ware Vibes, Brazilian Girls, Ollabelle, Pharaoh's Daughter, Ronan Tynan (de la Irish Tenors) și de invitatul special Lou Reed.Înainte de deschidere, în martie 2006, holul și fațada noii clădiri au fost folosite ca locație de filmare pentru filmul Perfect Stranger.
Clădirea a fost închiriată în proporție de 10% până în august 2006.Mai multe dintre etajele superioare neocupate au fost folosite pentru evenimente precum prânzuri de caritate, prezentări de modă și gale cu codul Black tie. Silverstein Properties a permis ca spațiul din noua clădire să fie folosit pentru aceste evenimente ca mijloc de a atrage oamenii să vadă clădirea.În perioada 8 septembrie - 7 octombrie 2006, lucrările fotografului Jonathan Hyman au fost expuse în cadrul expoziției gratuite „An American Landscape”, organizată de Fundația Memorială World Trade Center, la etajul 45 al 7 World Trade Center.Expoziția a cuprins 63 de fotografii care au surprins reacțiile americanilor după atacurile din 11 septembrie.
În septembrie 2006, Moody a semnat un contract de închiriere pe 20 de ani pentru 15 etaje la 7 World Trade Center; înainte de contractul de închiriere al lui Moody, doar opt etaje fuseseră ocupate.Alți chiriași care au semnat contracte de închiriere în 7 World Trade Center în primii doi ani de funcționare au fost ABN AMRO, Ameriprise Financial Inc., DRW Trading Group,editor Mansueto Ventures, și Academia de Științe din New York.Silverstein Properties avea, de asemenea, birouriși apartamentele de birouri executive Silver Suites de la 7 World Trade Center.Firmele de arhitectură și inginerie care au lucrat la 1 World Trade Center, 150 Greenwich street, 175 Greenwich street și 200 Greenwich street și-au amenajat, de asemenea, birouri în clădire.Două treimi din spațiile de birouri ale clădirii au fost închiriate până în aprilie 2007.După ce ABN AMRO a fost achiziționată de Royal Bank of Scotland Group, furnizorul de servicii forex FXDD a subînchiriat o parte din spațiul Royal Bank of Scotland Group în 2009.

#### Din anii 2010 până în prezent
Firma de avocatură WilmerHale a semnat un contract de 19.000 m2 în această clădire în aprilie 2011.Clădirea a fost închiriată în totalitate în luna septembrie a aceluiași an, după ce MSCI a fost de acord să ocupe 125.000  m2 la ultimul etaj;printre ceilalți chiriași din acea perioadă se numărau FXDD, WilmerHale și banca WestLB.În urma acestui fapt, Silverstein a anunțat în 2012 că va refinanța clădirea cu o emisiune de obligațiuni Liberty în valoare de 452,8 milioane de dolari și cu un împrumut de 125 de milioane de dolari garantat cu ipoteci comerciale.La momentul respectiv, clădirea a fost evaluată la 940 de milioane de dolari, în mare parte pentru că era complet ocupată.FXDD a subînchiriat spațiul său companiei de inginerie Permasteelisa în 2015 și firmei de inteligență artificială IPsoft în 2016.Clădirea a fost ocupată în proporție de 94,8% în 2017. Până atunci, aproximativ trei sferturi din spațiu era ocupat de patru chiriași, printre care Moody's, Royal Bank of Scotland și WilmerHale.
Compania de organizare a nunților Zola și propria firmă de arhitectură a clădirii, Skidmore, Owings & Merrill, au închiriat spații la 7 WTC la începutul anului 2019.Aceasta a fost urmată, în iulie 2019, de brandul de băuturi de lux Moët Hennessy și de compania media AccuWeather.După ce Mansueto Ventures și alte trei firme au închiriat spații în 7 WTC în aprilie 2022, clădirea a fost ocupată în proporție de 97%.La scurt timp după aceea, Silverstein Properties a refinanțat proprietatea cu un împrumut de 458 de milioane de dolari de la Goldman Sachs.

## Arhitectură
Noul 7 World Trade Center are 52 de etaje și o înălțime de 226 m.Clădirea are 42 de etaje de spațiu închiriabil, începând de la etajul 11, și un total de 160.000 m2 de spații de birouri.Primele zece etaje adăpostesc o substație electrică care asigură alimentarea cu energie electrică a unei mari părți din Lower Manhattan. Turnul de birouri are o suprafață la nivelul solului mai îngustă decât predecesorul său, astfel încât traseul Greenwich Street ar putea fi refăcut pentru a reuni TriBeCa și Financial District. Pe de altă parte, clădirea originală se învecina cu West Broadway la est, ceea ce a necesitat distrugerea Greenwich Street între Barclay Street și limita nordică a superblocului World Trade Center.

### Fațadă

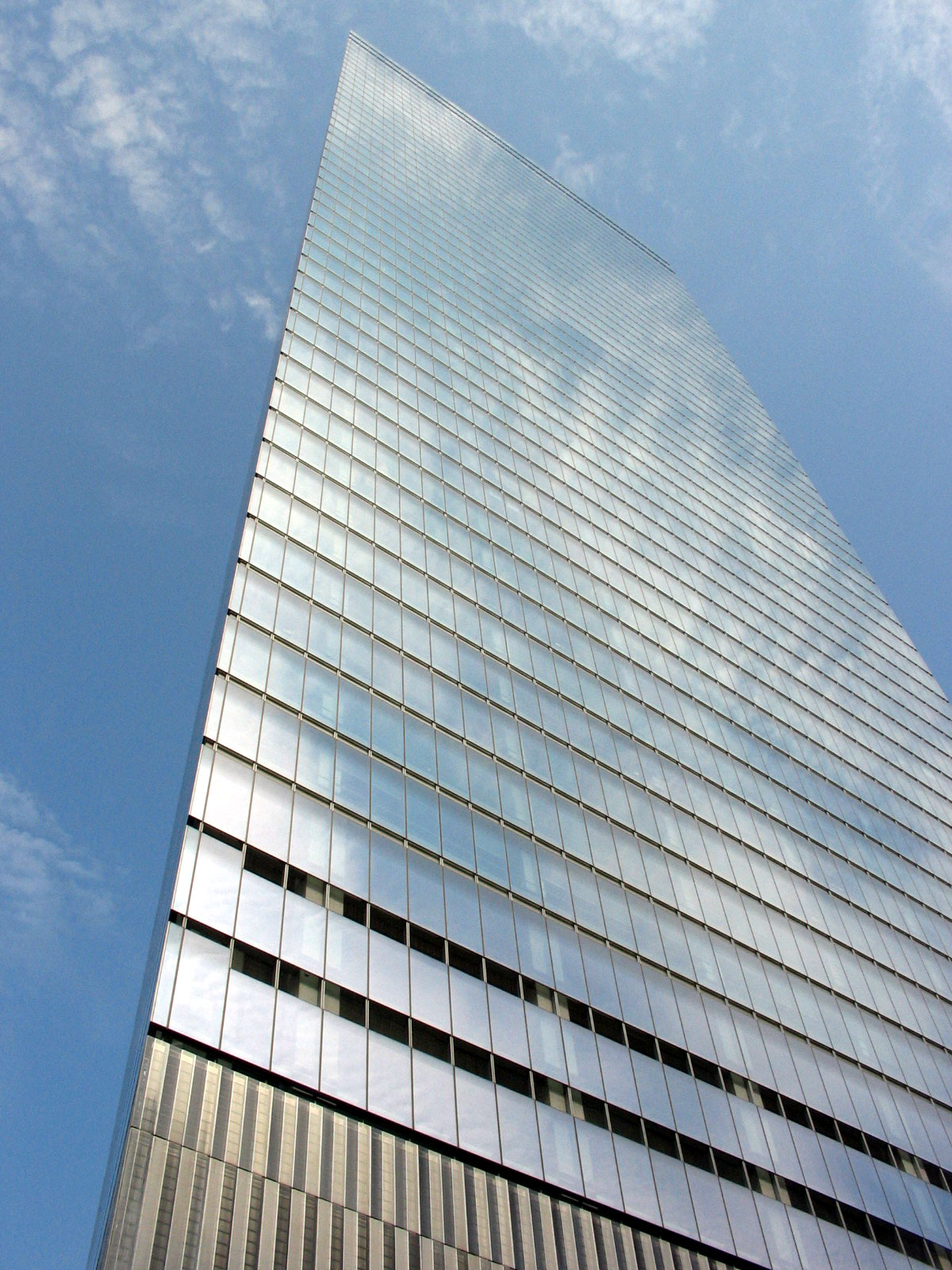
Noul 7 World Trade Center de la sol

David Childs de la Skidmore, Owings and Merrill a lucrat împreună cu artistul sticlar și designerul James Carpenter pentru a crea un design care folosește sticlă ultra clară, cu conținut scăzut de fier, pentru a oferi reflectivitate și lumină.În spatele geamului se află elemente de tip spandrel din oțel inoxidabil care ajută la reflectarea luminii solare.Elementele de tip spandrel sunt texturate și curbate în așa fel încât reflectă lumina atât de la pervazurile ferestrelor de la fiecare etaj, cât și de la cer.La etajele inferioare, există panouri de 4,6 pe 1,5 m cu prisme triunghiulare din oțel. Există 130.000 de prisme în total, care sunt înclinate în diferite unghiuri pentru a reflecta lumina naturală din cer. Geamurile ferestrelor de la etajele superioare au o înălțime de 4,1 m și sunt realizate din sticlă albă cu concentrații scăzute de fier.Oțelul inoxidabil utilizat la fațadă este de tip 316 cu conținut de molibden, care oferă o rezistență îmbunătățită la coroziune.
Noul 7 World Trade Center a fost construit deasupra substației Con Edison.Când a fost construită clădirea actuală, posturile de transformare au fost rearanjate într-o carcasă de 24 m la baza clădirii.  Pentru a împrejmui substația electrică și pentru a-i îmbunătăți estetica, baza clădirii are un perete cortină cu grilaje din oțel inoxidabil care asigură ventilația mașinilor.Transformatoarele cântăresc fiecare 168 de tone scurte (150 de tone lungi) și au o înălțime de 6,1 metri. Există, de asemenea, radiatoare cu palete de răcire verticale orientate spre stradă care răcesc transformatoarele.
Pe elevația estică a fațadei, chiar deasupra intrării de pe Greenwich Street, se află un perete de sticlă din plasă de cabluri.Acest perete din plasă de cablu măsoară 15 metri în lungime și 34 de metri în lățime.În timpul zilei, peretele cortină reflectă lumina, în timp ce pe timp de noapte este luminat cu LED-uri albastre și albe.Peretele cortină are 220.000 de LED-uri; pe timp de noapte, prismele de pe fațadă reflectă lumina de la fiecare LED pe stradă.Peretele cortină din jurul holului folosește sticlă puternic laminată, întărită termic, care îndeplinește standarde înalte de rezistență la explozie.Pe timp de noapte, un cub mare de lumină deasupra holului emană lumină albastră, în timpul zilei emană lumină albă, iar la asfințit, trece la violet și înapoi la albastru.

## Caracteristici

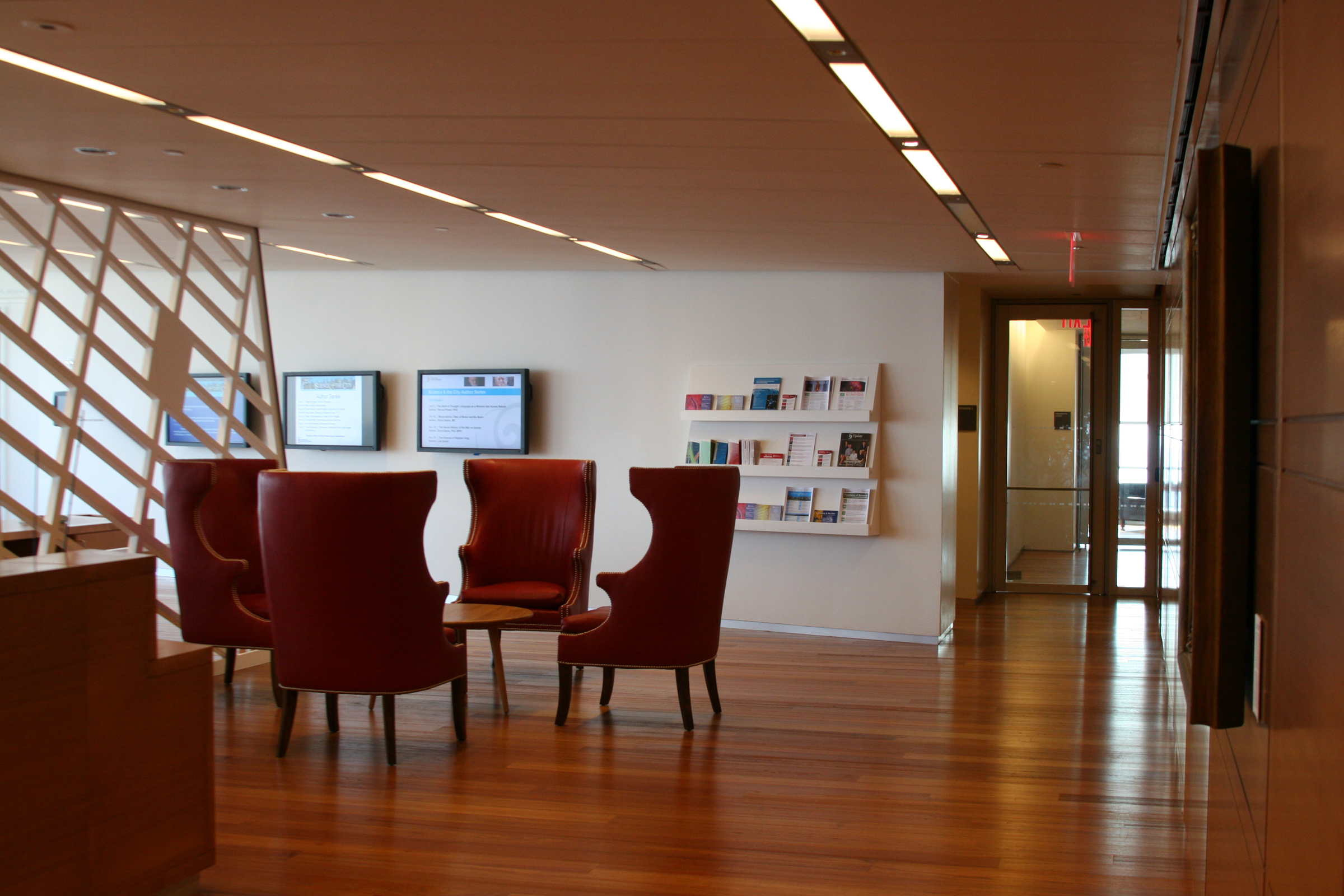
Academia de Științe din New York spațiu de birouri la etajul 40

În interiorul holului principal, artista Jenny Holzer a creat o instalație LED cu text luminos care se mișcă pe panouri late de plastic.Zidul are o lățime de 20 m și o înălțime de 4,3 m. Holzer a colaborat cu Klara Silverstein, soția lui Larry Silverstein, pentru a selecta poezia pentru instalația de artă.Peretele holului este fortificat structural ca măsură de securitate.La etajele superioare, unii chiriași au personalizat aspectul spațiilor lor.Spațiul ocupat de Mansueto Ventures a fost proiectat pentru a maximiza expunerea la lumina naturală și are un spațiu deschis.Spațiul de la etajul 40 folosit de Academia de Științe din New York a fost proiectat de H3 Hardy Collaboration Architecture și include un hol de recepție cu un ecran traforat, o sală de evenimente cu 296 de locuri și o pictură murală orizontală de 22 m lungime.
7 World Trade Center este echipat cu lifturi Otis pentru a reduce timpul de așteptare și de deplasare.După ce apeși numărul etajului de la care vrei să ajungi pe o tastatură din hol, pasagerii sunt direcționați către anumite lifturi care se vor opri la etajul selectat; cabinele lifturilor nu conțin butoane. Sistemul de lifturi este integrat cu sistemul de carduri de acces din hol, care poate identifica etajul la care lucrează un angajat, apoi poate chema automat un lift pentru etajul respectiv.
WSP Cantor Seinuk a fost inginerul structural al proiectului, în timp ce Jaros, Baum & Bolles a fost inginerul mecanic, electric și de instalațiilor. Aproape 30 la sută din oțelul structural utilizat în clădire este constituit din oțel reciclat. Apa de ploaie este colectată și utilizată pentru irigarea parcului și pentru răcirea clădirii.Pe lângă alte caracteristici de proiectare durabilă, clădirea este proiectată astfel încât să permită pătrunderea unei mari cantități de lumină naturală, energia electrică este contorizată pentru chiriași pentru a-i încuraja să economisească energie, aburul de încălzire este reutilizat pentru a genera energie electrică pentru clădire, iar materialele reciclate sunt folosite pentru izolație și materiale de interior.
Clădirea a fost promovată ca fiind unul dintre cei mai siguri zgârie-nori din SUA la finalizarea sa.Potrivit Silverstein Properties, acesta „încorporează o serie de îmbunătățiri în materie de siguranță a vieții care vor deveni prototipul pentru noile clădiri înalte”.Clădirea dispune de puțuri de acces la lift și scări ignifugate din beton armat cu grosimea de 0,61 centimetri. Clădirea originală folosea doar gips-carton pentru a căptuși aceste puțuri.Scările sunt mai largi decât la clădirea originală pentru a permite o evacuare mai rapidă.